# Свети Георги (солунска църква от XVI век)
„Свети Георги“ (на гръцки: Αγίου Γεωργίου) е църква в македонския град Солун, метох на светогорския манастир Григориат.

## Местоположение
Разположена е на запад и близо до Ротондата в града, на улица „Апостолос Павлос“.

## История
Църквата е построена в 1591 година, след като турците превръщат „Свети Архангели“ (Ротондата) в джамия след османското завладяване на града и в новата църква са пренесени свещените вещи и иконите от „Свети Архангели“. Първоначално е под управлението на Солунската епархия и е католикон на малък манастир. В 1700 година преминава към манастира Григориат и става негов метох. След това в 1758 година солунският митрополит Гавриил III потвърждава собствеността на Григориат върху „Свети Георги“ и църквата постепенно запада поради изоставяне. Основно ремонтирана е в 1815 година. Днес църквата е в изцяло обновена сграда без архитектурни забележителности.